# Jessica Mitford
Jessica Lucy "Decca" Freeman-Mitford, född 11 september 1917 på Asthall Manor nära Witney i Oxfordshire, död 22 juli 1996 i Oakland, Kalifornien, var en brittisk författare, journalist och medborgarrättsaktivist. Hon var ett av de sju syskonen The Hon Mitford.

## Biografi
Jessica var paret David Freeman-Mitfords (Fave) och Sydney Bowles (Muv) sjätte barn. Hon växte upp på Swinbrook House i Cotswolds där hon delade rum med den tre år äldre systern Unity. Trots att de var bittra motståndare politiskt, stod de varandra mycket nära. Jessica var redan i unga år övertygad kommunist medan Unity var lika övertygad fascist. 
De båda systrarna delade upp sitt rum. Unity prydde sin del med hakkors, risknippen som symboliserade fascismen och med bilder av Mussolini, medan Jessica dekorerade sin halva av rummet med en byst av Lenin och kommunistisk litteratur. När grälen kom igång kastade de böcker och skivor på varandra. När Unity med sin diamantring ristade in ett hakkors i fönstret följde Jessica upp med en hammare och skära, fönstret blev med tiden fullristat och det bevarade fönstret kan ses på Swinbrook House.
Hon anklagade sin far för att vara en feodal kvarleva och modern en arbetarklassens fiende. För att komma bort från familjen öppnade hon ett hemligt rymmarkonto där hon sparade de pengar hon kunde avvara. När hon en dag läser om sina sysslingar Esmond och Giles Romilly i tidningen får hennes liv en specifik inriktning. De har tidigare inte träffats och hon försöker komma på ett sätt att träffa dem. När hon fick höra att Esmond vistades vid en uppfostringsanstalt försöker hon besöka honom för att visa sin solidaritet. Men han har redan släppts och rest till Spanien för att slåss mot Francos fascister. Jessica lyckas komma över brödernas memoarbok Out of Bounds som hon läser dagarna i ända. På omslaget ser hon ett foto av Esmond och hon bestämmer sig för att följa efter honom till Spanien för att slås vid hans sida. Esmond var en av de två britter som överlevde slaget vid Boadilla 1936, (de övriga 15 dödades i striderna), han var efter slaget mycket sjuk i dysenteri och sändes hem till England för vård och konvalescent. Nu såg Jessica äntligen sin chans att träffa honom under en country weekend hos en avlägsen släkting. Vid middagsbordet frågar hon honom om han skall återvända till Spanien? och får jag följa med?. 
För att dölja sina planer om resan till Spanien hemma, lurade hon sina föräldrar att hon var inbjuden att besöka några väninnor i Frankrike. Föräldrarna vinkade av henne vid järnvägsstationen ovetande om resans mål, ombord på tåget väntade redan Esmond, efter en trasslig resa nådde man Bilbao där Esmond bestämde sig för att inte slåss utan agera som krigskorrespondent för tidningen News Chronicle. Efter en tid skrev hon hem till föräldrarna och berättade att hon var i Spanien och hennes avsikt var att gifta sig med Esmond. Det var som om en blixt slagit ner, Esmond var sin släkts svarta får. Pappa David som ansåg att det inte var bra att vara fascist hatade kommunismen ändå mer och träffade inte sin dotter någon mer gång. Efter att man sammankallats i ett familjeråd förökte man få Jessica satt under förmyndare och systern Nancy och Peter Rodd åker till Spanien för att hämta hem henne. När en brittisk jagare anlöpte hamnen i Bilbao försökte dess kapten locka med sig Jessica hem, både hon och Esmond vägrade att följa med jagaren till England. Paret lämnade senare Spanien med en liten båt som anlöpte den franska orten St Jean de Luz och på kajen möttes de av Nancy och Rodd samt ett stort uppbåd av journalister som ville ha en intervju med henne. Till Unitys grämelse blev Jessica den första av syskonen att komma överst på en löpsedel. Paret bosatte sig tillfälligt i Esmonds föräldrahem i Bayonne där de senare även vigdes. Efter vigslen flyttade de till ett hus i hamnkvarteren söder om Themsen där Jessica i en hemmaförlossning födde deras barn Julia 20 december 1937. Jessica försörjede sig genom ett deltidsarbete med marknadsundersökningar medan Esmond arbetade för en reklambyrå, för att dryga ut inkomsterna skötte de även en spelhåla i källaren på bostaden. När dottern var fyra månader drabbades hon och Jessica av mässlingen, för Julia tillstötte en lunginflammation och hon avlider kort därefter. För att lindra sorgen åkte paret till Korsika och när cd återvänder till England hade Neville Chamberlain precis träffat Adolf Hitler och folk var rädda för att England skulle sluta upp bakom Tyskland. De bestämde sig därför att flytta till USA. 
I USA levde de ett kringflackande liv med olika tillfälliga arbeten. När Winston Churchill blev premiärminister bestämde sig Esmond för att återvända för att gå med i andra världskriget. Han utbildades till flygnavigatör i Kanada, medan han utbildades födde Jessica dottern Constancia (Donk) Romilly 9 februari 1941. Hon fick sitt smeknamn från det demokratiska partiets åsnesymbol. Esmond hann bara träffa dottern ett fåtal gånger innan han fördes över till England för aktiv tjänst. 30 november 1941 rapporterades han saknad efter en lyckad bombräd mot Hamburg. Winston Churchill träffade personligen Jessica i december 1941 där han talade om att det inte fanns en chans att Esmond tagits till fånga, utan att han troligen drunknat i Nordsjön. Han gav henne ett kuvert med 500 dollar som en hjälp och plåster på såren, Jessica såg kuvertet som blodspengar och skänkte bort dem.
För att få tiden att gå började hon gå igenom Esmonds äldre brev och anteckningar; efter att ha renskrivit breven inledde hon skrivandet av en rolig bok fram till Esmonds död. Hon gifte om sig 1943 med advokaten och den hängivne kommunisten Robert Edward Treuhaft, paret fick två söner. Under 1950-talet deltog hon i flera kampanjer, bland annat protesterade hon mot dödsstraffet för Willie McGee som stod anklagad för våldtäkt av en vit kvinna i sydstaterna. Hon försökte sig även på att framträda som sångerska.

## The Hon
The Hon (honourable) är en aristokratisk härstamning som man kan foga till sitt namn. Titeln förekommer även i Jessica Mitfords barndosskildring Hons and Rebels där ordet hons antas betyda höns (hens), eftersom alla syskonen på sitt hemliga barnspråk (honnish) kallade varandra The hons efter flygfäna. Anledningen var att modern startade ett hönseri för att producera ägg. Äggpengarna användes till att avlöna en guvernant.

## Syskon
- Nancy Mitford (1904-1973). Brittisk författare
- Pamela Mitford (1907-1994). Arbetade med hönsuppfödning och införde några nya hönsraser till England.
- Thomas Mitford (1909-1945). Brittisk advokat, militär
- Diana Mitford (1910-2003). I sitt andra gifte, gift med den brittiska fascistledaren  Sir Oswald Mosley.
- Unity Mitford (1914-1948) Blev tidigt fascist och en stor beundrare Adolf Hitler.
- Deborah Mitford (1920). Hertiginna, författare och mormor till Stella Tennant.